# Monte Kleingitsch
Il monte Kleingitsch è un monte delle Alpi Orientali alto 2262 metri, in località Maranza, considerato la spalla a ovest del monte Cuzzo.
È più difficile raggiungere questo monte rispetto al monte Cuzzo, nonostante sia più basso, poiché è distante dalla stazione della funivia; si può salire da Maranza, dalla stazione a monte del Gitschberg o dalla Valle di Altafossa.